# Kosmas oder Vom Berge des Nordens
Kosmas oder Vom Berge des Nordens ist ein 1955 erschienener, in der Spätantike um 540 n. Chr. spielender Kurzroman von Arno Schmidt. Ein leitendes Motiv ist eine behauptete Unterdrückung der antiken Wissenschaft durch das siegreiche Christentum. Beispielhaft wird das Weltbild des Kosmas Indikopleustes veralbert.
Nach Planungen seit 1950 begann Schmidt 1954 mit der Niederschrift. Formal war es Bestandteil seiner Versuchsreihe „Musivisches Dasein“ als Teil der Serie zur Antike. Eine erste Erwähnung des Kosmas findet sich schon im Jugendwerk des Autors, Der junge Herr Siebold. Das Thema wird noch einmal aufgegriffen in Atheist? : Allerdings!. Es ist vergleichbar mit dem vom gleichen Verfasser im Leviathan erwähnten Libanius.

## Inhalt
Ein junger Pächterssohn in einer thrakischen Außenprovinz des oströmischen Reichs sucht den überraschend mit seinem Hausstaat aus Konstantinopel angereisten absentee owner der Ländereien zur konventionellen Begrüßung auf, wird wohlwollend empfangen und begegnet der blutjungen und borstigen Tochter des Grundherren, sowie deren Hauslehrer, einem christlichen Priester. Er zeigt sich diesem in einem geographischen Disput durchaus gewachsen, und der Priester errät korrekt, dass der junge Mann Umgang mit einem – nach der Schließung der letzten heidnischen Platonischen Akademie in Athen durch den christlichen Kaiser – noch unverhafteten heidnischen Gelehrten haben müsse, der sich hier bei einem Freund (dem Vater des Helden) verbirgt. Ländliche Szenen und die allfällige Zuneigung der jungen Leute machen den Kurzroman aus. Rechtzeitig gewarnt, flüchtet der Wissenschaftler jetzt mit dem Vater über Nacht donauabwärts ins Perserreich.

## Das Weltbild des Kosmas
Ein nüchtern denkender, den antiken griechischen Bildungsidealen verpflichteter junger Mann in einer oströmischen Außenprovinz erlebt eine Konfrontation mit der heute grotesk erscheinenden christlich motivierten Lehre vom „Berg des Nordens“, einem Kompromiss zwischen der antiken Lehre von der Kugelgestalt der Erde und der einer Platterde. Zur Erklärung der geläufigen Himmelserscheinungen wird von Kosmas ein sich am Nordrand der Inneren Erde befindender zuckerhutförmiger Riesenberg – der „Berg des Nordens“ – angenommen. Seine Höhe sei gleich der Länge der bewohnten Erde. Um ihn herum würden von Engeln die Sonne, Mond und Gestirne geführt, wobei der Schatten des Berges die Erdnacht ergäbe: Im Sommer steigt die Sonne bekanntlich hoch; folglich entstünden die kurzen und hellen Nächte, weil sie hinter der schmalen Spitze des Berges nicht lange verborgen bleiben könne. Je mehr sich die Winterszeit nähere, desto tiefer sänke sie hinter den Fuß des Berges, folglich würden die Nächte länger. Die Hypothese ist mit allem möglichen Scharfsinn ausgearbeitet, und Kosmas weiß auf diese Weise etwa die Finsternisse und die kürzeren Schatten der südlichen Länder zu erklären. Eine den Buchausgaben beigefügte Zeichnung des Autors zeigt den Kosmos als tabernakelförmig.
Tatsächlich aber war das Weltbild des Kosmas nur wenig verbreitet. Die Kugelgestalt der Erde war Gebildeten allgemein bekannt, zum Beispiel Nikolaus von Oresme.

### Ausgaben
- Erstausgabe: Agis-Verlag, Krefeld & Baden-Baden 1955. 93 S.
- In: Rosen & Porree. Stahlberg, Karlsruhe 1959. S. 183–279
- Taschenbuch: Fischer-Taschenbuch 9123, Frankfurt/M. 1997, ISBN 3-596-29123-2
- Bargfelder Ausgabe: Werkgruppe 1, Bd. 1. Haffmans, Zürich 1987, ISBN 3-251-80001-9. Studienausgabe: ISBN 3-251-80005-1

### Sekundärliteratur
- Lothar Meyer (Hrsg.): In christlicher Nacht. Ein Handbuch zu Arno Schmidts Kosmas. In: edition text + kritik, 1989, ISBN 3-88377-309-3. Mit Register zu Kosmas und Einzelstellen-Erläuterungen
- Olga Fanouraki-Ronneburger, Diplomarbeit an der Ionischen Universität Korfu, Griechenland: Arno Schmidt: Kosmas oder Vom Berge des Nordens. Eine literarische Übersetzung. (1999)
- Helge Svenshon: "Ich kenne die geodätischen Gottheiten nicht." Ein Gedankenspiel über Arno Schmidt und die (antike) Vermessungskunst. In: Klaus Geus (Hrsg.): Arno Schmidt und die Antike, Dresden 1999, ISBN 978-3-86276-005-3